# André Drege
André Drege (* 4. Mai 1999 in Ålesund; † 6. Juli 2024 in Heiligenblut am Großglockner, Österreich) war ein norwegischer Radrennfahrer.

## Werdegang
Bis zur Saison 2021 startete Drege für den Lillehammer Cykleklubb vorrangig bei Rennen in Norwegen und Dänemark. Nachdem er 2021 bereits als Stagiaire aktiv gewesen war, wurde er zur Saison 2022 festes Mitglied im UCI Continental Team Coop. Bereits im dritten Rennen erzielte er mit dem Sieg beim International Rhodes Grand Prix seinen ersten Erfolg auf der UCI Europe Tour. Im selben Jahr konnte er auch das norwegische Eintagesrennen Gylne Gutuer für sich entscheiden. Im Jahr 2024 gewann er beide Etappen der South Aegean Tour und sicherte sich seinen ersten Gesamtsieg, ehe er auch die Rhodos-Rundfahrt mit einem Etappensieg für sich entschied.
André Drege stürzte bei der Tour of Austria am 6. Juli 2024 auf der 4. Etappe von St. Johann im Pongau nach Kals am Großglockner auf der Abfahrt von der Großglockner-Hochalpenstraße nach Heiligenblut und zog sich dabei Verletzungen zu, denen er noch am Unfallort erlag. Grund für den Sturz war laut eines von der Staatsanwaltschaft Klagenfurt bestellten Sachverständigen ein Reifenschaden: „Durch das Befahren eines harten Gegenstandes, wahrscheinlich in der letzten Kehre vor dem Sturzort, wurde der Hinterreifen beschädigt“.

## Sportliche Erfolge
2022
- International Rhodes Grand Prix
- Gylne Gutuer

2023
- Bergwertung South Aegean Tour

2024
- Gesamtwertung und zwei Etappen South Aegean Tour
- Gesamtwertung und eine Etappe Rhodos-Rundfahrt